# 宇和島市立岩松小学校
宇和島市立岩松小学校（うわじましりついわまつしょうがっこう）は、愛媛県宇和島市津島町岩松に位置する公立小学校。

## 歴史
1872年10月1日に港町旧代官所役宅にて開校し、市町村合併に伴い宇和島市立岩松小学校に改称した。
1950年（昭和25年）3月21日、岩松町内に昭和天皇の戦後巡幸があった際には、校庭に岩松町奉迎場が設営された。

## 学区
岩松地区、近家地区、高田地区、大日提、小日提谷、小日提浜